# Monopoly
Pour l’article ayant un titre homophone, voir Monopoli.

Logo du jeu Monopoly.

Le Monopoly (litt. « monopole » en anglais) est un jeu de société américain édité par Hasbro. Le but du jeu consiste à ruiner ses adversaires par des opérations immobilières. Il symbolise les aspects apparents et spectaculaires du capitalisme, les fortunes se faisant et se défaisant au fil des coups de dés.

## Historique

### Débuts du jeu
En 1903, Elizabeth Magie invente The Landlord's Game (Le Jeu du propriétaire foncier), un jeu de société ayant pour but de montrer la « nature antisociale du monopole sur le sol », telle qu'expliquée par l'économiste Henry George, et souhaite une propagation de celui-ci la plus large possible. Le brevet est enregistré le 5 janvier 1904. Durant les années 1910 et 1920, la diffusion de ce jeu politiquement marqué s'étend sur le territoire des États-Unis. En 1931, Charles Darrow, au chômage depuis la crise de 1929, découvre le jeu grâce à des voisins. Il crée alors un jeu quasiment identique, son prototype étant réalisé dans une toile cirée, avec des morceaux de bois pour figurer les maisons et les hôtels, alors que les cartes sont écrites à la main et que, selon la légende, les pièces seraient issues d'un bracelet de sa femme. Il le propose à Parker Brothers, qui le refuse notamment parce qu'il était trop complexe ; l'éditeur dresse au total une liste de 52 défauts rédhibitoires pour accepter le jeu. Charles Darrow commercialise alors le jeu par ses propres moyens et obtient un succès tel qu'en 1935, Parker Brothers lui achète les droits du jeu,. La firme rachète ensuite les droits originaux à Elizabeth Magie en 1936 ; celle-ci les cède à bas prix, sans droits d'auteur : elle n'est pas intéressée par l'argent mais veut la diffusion du message du jeu.

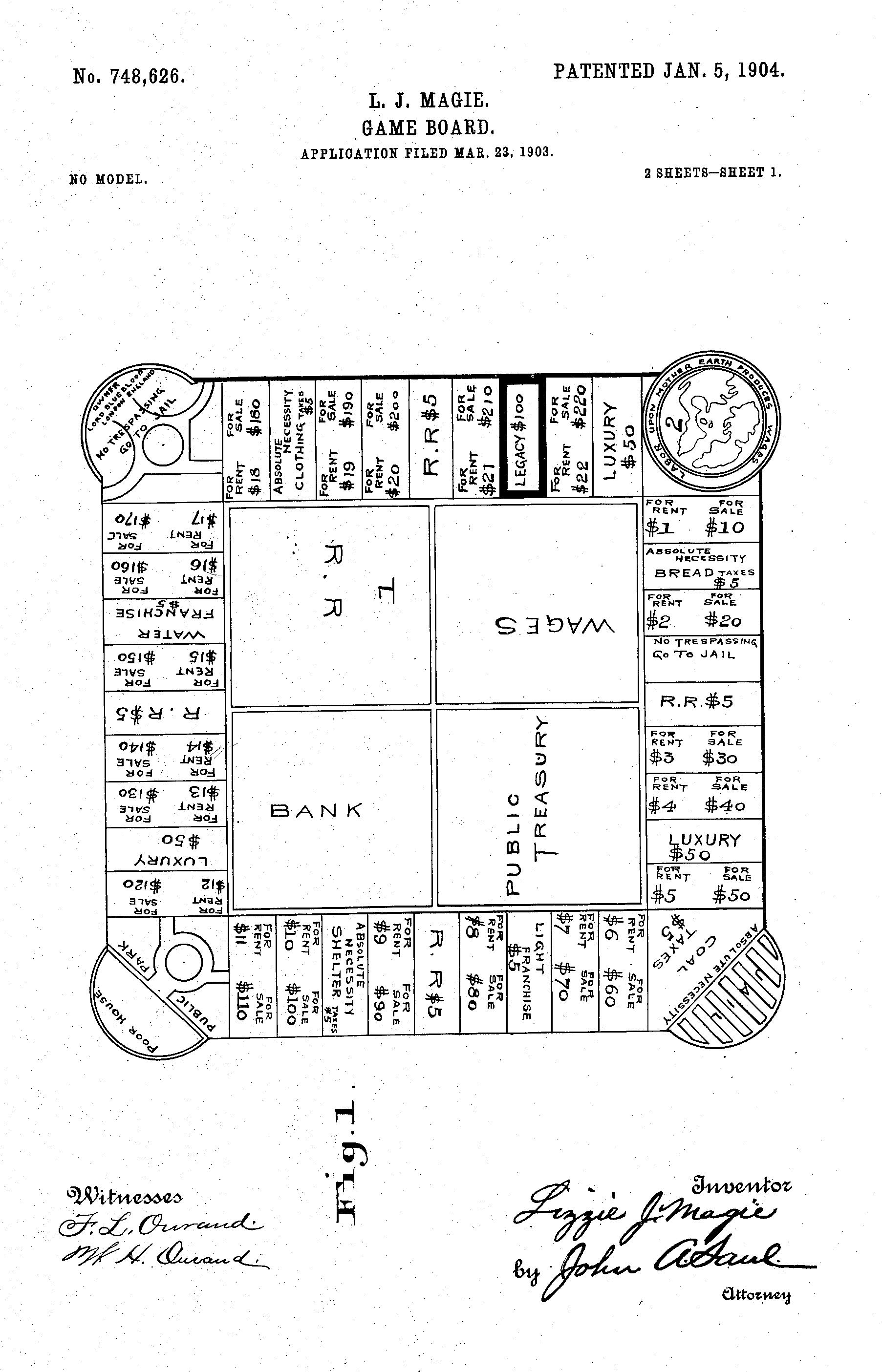
Brevet de The Landlord’s Game en 1904 d'Elizabeth Magie.
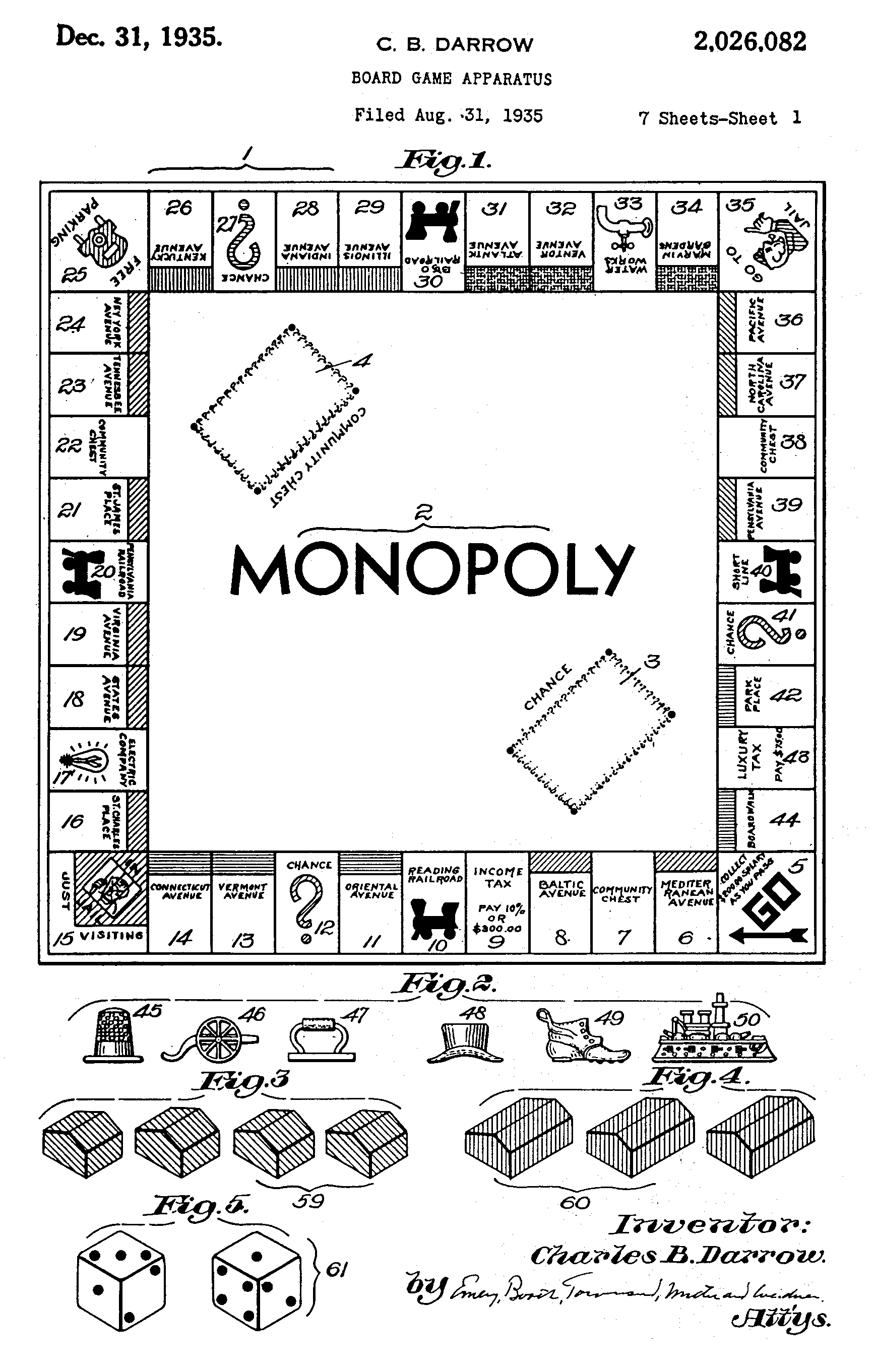
Première page du dépôt de marque du Monopoly en 1935 par Charles Darrow.

### Succès mondial
Le jeu a eu un fort succès à travers le monde depuis sa sortie — le 6 février 1935 — avec, en 2010, 275 millions d’exemplaires vendus et plus d’un milliard de joueurs dans le monde depuis son lancement aux États-Unis.
En 2014, il est commercialisé dans plus de 80 pays et édité dans 43 langues.

### Renouvellement du jeu
Bien que le mécanisme du jeu soit globalement inchangé, les différentes éditions du Monopoly présentent des lieux et des situations qui varient selon les époques ; ainsi les cartes Chance et Caisse de communauté présentaient à l'origine des dépenses de nature plus quotidiennes (frais de scolarité par exemple) tandis que les éditions plus récentes imposent des dépenses plus luxueuses comme des soirées sur une plage privée. Les lieux traversés sont également variables.
En août 2007, l’éditeur Hasbro lance un vote sur Internet, Monopoly England, proposant aux internautes de voter chaque jour pour une ville de la Grande-Bretagne, les 22 villes lauréates se voyant au terme du jeu accorder une des 22 cases du plan de jeu de l’édition à venir.
En Allemagne, un vote identique a abouti à désigner la ville de Sarrebruck comme case la plus chère, la seconde position revenant à Berlin, la capitale de l’Allemagne[réf. nécessaire].
Du 10 septembre au 10 octobre 2007, le même type de vote est lancé en France pour une édition Monopoly France. Les internautes sont invités à désigner les 22 villes lauréates. Des comités de soutien appellent à voter pour plusieurs villes, parfois même sur le site officiel municipal. Un village imprévu, Montcuq (rendu célèbre par l’émission Le Petit Rapporteur), se place en tête de sondage dès la deuxième semaine de vote. L'appel à voter pour Montcuq avait été lancé par un habitant de la ville. Il a rapidement été relayé par de nombreux sites, dont un site fréquenté par des amateurs de jeux, Trictrac.net. Les résultats ont été dévoilés le 9 novembre 2007 et Montcuq arrive largement en tête,. Toutefois, la société Hasbro décide de ne respecter ni le vote des internautes ni son propre règlement en éliminant la ville du Lot. C’est donc Dunkerque, la deuxième ville au classement, qui remplace la rue de la Paix, tandis que Lens, arrivé 23e, se retrouve repêchée dans les villes lauréates. Ni Paris, ni Marseille ne figurent dans le palmarès. Pour atténuer sa décision très fortement critiquée par les votants et les médias, Hasbro annonce une édition spéciale consacrée à Montcuq, ce qui ne satisfait pas le maire de Montcuq qui parle d’injustice tandis que Télérama qualifie cette décision de « scandale » et de « parodie de démocratie participative ».
En octobre 2007, la même procédure de vote est prévue pour la Belgique, mais l’éditeur du jeu (Hasbro) s’inquiète des questions politiques sous-jacentes avec les 3 versions qu’il prévoit.
En janvier et février 2008, une procédure similaire est engagée pour une version avec les villes du monde. Les célèbres cases bleues (représentant les villes les plus chères) sont dans cette version Montréal et Riga.
En septembre 2009, Hasbro lance Monopoly Street une version en ligne avec la société Google. Dans la même année, Hasbro lance le vote pour une Monopoly Italie, et c'est la ville de Chieti qui est élue comme la plus chère.
En novembre 2012, La France agricole édite une version agricole du Monopoly.
En janvier 2018, la direction d’Hasbro annonce la sortie en automne 2018 d’une nouvelle version du jeu, intitulée Monopoly: Cheaters Edition. Cette version s’adresse aux tricheurs car elle permet d’enfreindre les règles. Si les règles classiques sont conservées, il y a, pour la version Monopoly: Cheaters Edition, 15 cartes « triche » en plus. Ces dernières permettent de ne pas s’acquitter d’un loyer, de voler de l'argent à la banque ou encore bouger le pion d'un autre joueur. Si le tricheur n’est pas démasqué, il obtient des terrains gratuits ou de l'argent. Dans le cas contraire, il devra s’acquitter d’une amende ou « sera menotté au plateau de jeu dans la case "prison" ».

## Description

### Principe
Le Monopoly est un jeu de société sur parcours dont le but est, à travers l'achat et la vente de propriétés, de ruiner ses adversaires et ainsi parvenir au monopole. Le hasard y joue une part importante.

### Matériel de jeu
Une boîte contient un tablier de jeu carré dont le contour est bordé de cases, la plupart symbolisant une propriété foncière.
Les pions, à l'origine de simples pions de bois de couleur (bleu, jaune, rouge, vert…), ont été remplacés le 6 février 1935, dans la version anglophone du jeu, par des objets en miniature : dé à coudre, chapeau haut-de-forme, botte, automobile, navire de guerre et terrier écossais, et, après 1937, brouette. D'autres objets originaux furent le cheval à bascule, le porte-monnaie et la lanterne dans les années 1950, et le fer à repasser, qui fut remplacé par un chat en 2013. En 2017, le fabricant du jeu a proposé aux internautes de voter pour choisir de nouveaux pions, parmi 56 propositions réparties en 8 catégories : un T-Rex, un canard en plastique et un manchot remplacent le dé à coudre, la chaussure et la brouette. Plus tard[Quand ?], le dé à coudre reviendra remplacer le manchot[réf. souhaitée].
De l’argent symbolique, 32 maisons, 12 hôtels, des cartes, et deux dés complètent le matériel du jeu. Le jeu peut se pratiquer de deux à huit joueurs, mais avec ce nombre de participants une partie pourrait durer une dizaine d’heures.
À partir de 2006, certaines boîtes ont été dotées d'un dé spécial, appelé « dé rapide », lequel permet d'accélérer les parties. Trois des faces de ce dé comportent les chiffres 1 à 3 comme sur un dé classique, la quatrième face représente un bus et les deux dernières faces un Monsieur Monopoly,. Ce dé, qui est notamment utilisé en compétition, permet de limiter la durée des parties entre 45 minutes et une heure.

### Règles officielles
Les valeurs monétaires sont exprimées en monos.

#### Déroulement
Le jeu se déroule en tour par tour, avec deux dés ordinaires à 6 faces. Chaque joueur lance les dés, avance son pion sur le parcours, puis selon la case sur laquelle il s’arrête effectue une action correspondante :
- Un terrain, une gare ou un service public n’appartenant à personne : il a alors le droit de l’acheter. S’il n’exerce pas son droit de préemption, le banquier met le terrain aux enchères sans prix de départ prédéfini.
- Un terrain, une gare ou un service public lui appartenant : rien ne se passe.
- Un terrain, une gare ou un service public appartenant à quelque autre joueur : il lui paye la somme due pour une nuitée passée sur ce terrain (si le terrain, la gare ou le service public est hypothéqué, le joueur ne paie rien au propriétaire).
- Case Chance : il tire une carte Chance. Cette case ne porte pas nécessairement bonne chance : il peut en effet s’agir d’une amende. Chance (en français) est une adaptation de Chance (en anglais) qui signifie plutôt hasard.
- Case Caisse de Communauté : il tire une carte Caisse de Communauté (dans les éditions québécoises, celle-ci est appelée Caisse-commune)
- Case Taxe de luxe : il en paye le montant à la banque.
- Case Départ : il gagne 200 mono, et désormais 400 s'il s'arrête dessus dans l’édition spéciale Monopoly, règles maison[22].
- Case Impôts sur le revenu : il paye 200 mono à la banque.
- Case Allez en Prison : le joueur va directement en prison (en reculant et donc sans passer par la case départ).
- Case Simple visite : case neutre où aucune action n’est faite.
- Case Prison : il applique les règles pour en sortir, et dans l'édition Monopoly, règles maison, il ne perçoit plus ses loyers[22].
- Case Parc gratuit : case neutre ne rapportant aucun bénéfice au joueur. Une pratique répandue veut que les sommes provenant des impôts et amendes soient posées au milieu du plateau et récupérées par le joueur tombant sur la case Parc gratuit, mais cet usage ne figure pas dans les règles classiques du Monopoly[23],[24],[25]. Une édition spéciale sortie en avril 2014, Monopoly, règles maison, intègre cette pratique dans ses règles[26],[22].

Les terrains sont groupés par couleur. Dès qu’un joueur est en possession de l’ensemble des terrains d’une même couleur, il est en mesure d’y construire des maisons et des hôtels pour y augmenter le loyer : le joueur possède donc un monopole. Il doit construire uniformément : il ne peut y avoir plus d’une maison de différence entre deux terrains de la même couleur. Pour obtenir un hôtel, il faut d'abord avoir placé 4 maisons sur chaque terrain d'une même couleur. De plus, on ne peut construire qu’un seul hôtel par terrain.

#### Prison
Au cours de la partie, le joueur peut se retrouver en prison :
- en s'arrêtant sur la case Allez en prison ;
- s'il fait un double de dés trois fois de suite (impossibilité d'effectuer toute action après le dernier double) ;
- s'il pioche la carte Allez en prison.

Lorsqu'un joueur est en prison, il pose son pion sur la case Prison. Pendant ce temps, il ne joue pas ; il attend son tour jusqu'à ce qu'il soit libéré, et ne perçoit désormais plus les loyers de ses terrains. Il peut toutefois acheter la carte : Vous êtes libéré de prison à une personne qui la détient ; c'est au vendeur de négocier le tarif.
Le joueur sort de prison :
- s'il détient la carte Vous êtes libéré de prison (il peut soit l'acheter soit l'avoir gardée en réserve lorsqu'il a pioché dans une carte chance ou caisse de communauté) ;
- s'il fait un double de dés ;
- s'il paye une amende de 50 mono (argent du jeu).

Le joueur ne peut rester plus de trois tours en prison. À ce moment-là, s'il ne fait pas de double, il est obligé de payer la caution, ce qui peut le mettre en faillite s'il n'a plus d'argent.

#### Fin du jeu
Le vainqueur est le dernier joueur n’ayant pas fait faillite et qui possède de ce fait le monopole (mais en revanche ne dispose plus d’aucun client potentiel).

### Plateau de jeu
Par convention, on considérera qu’il y a 40 cases : cela va de la case Départ (numéro 0) à la case Rue de la Paix (numéro 39), la case Prison ayant le numéro 30, la case Simple Visite ayant le numéro 10.
Le plateau présenté ici en exemple est celui de l'édition originale de 1936 (les plateaux d'autres versions sont présentés dans la section Plateaux de jeu). Les rues de la ville américaine d’Atlantic City y sont utilisées. Les valeurs des rues ne sont pas inscrites sur le tableau de jeu.
| GO ⇒                               | GO ⇒                               | GO ⇒                               | Mediterranean Avenue — $ 60 | COMMUNITY CHEST     | Baltic Avenue — $ 60    | INCOME TAX — pay 10 % or $ 200 | Reading Railroad — $ 200 | Oriental Avenue — $ 100 | CHANCE   | Vermont Avenue — $ 100 | Connecticut Avenue — $ 120 | VISIT                         | VISIT                         |                               |
| Get $ 200 each time you pass here. | Get $ 200 each time you pass here. | Get $ 200 each time you pass here. | Mediterranean Avenue — $ 60 | COMMUNITY CHEST     | Baltic Avenue — $ 60    | INCOME TAX — pay 10 % or $ 200 | Reading Railroad — $ 200 | Oriental Avenue — $ 100 | CHANCE   | Vermont Avenue — $ 100 | Connecticut Avenue — $ 120 | IN JAIL                       | IN JAIL                       | O N L Y                       |
|                                    |                                    |                                    |                             | COMMUNITY CHEST     |                         | INCOME TAX — pay 10 % or $ 200 | Reading Railroad — $ 200 |                         | CHANCE   |                        |                            | IN JAIL                       | IN JAIL                       | O N L Y                       |
| Boardwalk — $ 400                  | Boardwalk — $ 400                  |                                    | Monopoly                    | Monopoly            | Monopoly                | Monopoly                       | Monopoly                 | Monopoly                | Monopoly | Monopoly               | Monopoly                   |                               | St. Charles Place — $ 140     | St. Charles Place — $ 140     |
| LUXURY TAX — $ 75                  | LUXURY TAX — $ 75                  | LUXURY TAX — $ 75                  | Monopoly                    | Monopoly            | Monopoly                | Monopoly                       | Monopoly                 | Monopoly                | Monopoly | Monopoly               | Monopoly                   | ELECTRIC COMPANY — $ 150      | ELECTRIC COMPANY — $ 150      | ELECTRIC COMPANY — $ 150      |
| Park Place — $ 350                 | Park Place — $ 350                 |                                    | Monopoly                    | Monopoly            | Monopoly                | Monopoly                       | Monopoly                 | Monopoly                | Monopoly | Monopoly               | Monopoly                   |                               | States Avenue — $ 140         | States Avenue — $ 140         |
| CHANCE                             | CHANCE                             | CHANCE                             | Monopoly                    | Monopoly            | Monopoly                | Monopoly                       | Monopoly                 | Monopoly                | Monopoly | Monopoly               | Monopoly                   |                               | Virginia Avenue — $ 160       | Virginia Avenue — $ 160       |
| Shortline — $ 200                  | Shortline — $ 200                  | Shortline — $ 200                  | Monopoly                    | Monopoly            | Monopoly                | Monopoly                       | Monopoly                 | Monopoly                | Monopoly | Monopoly               | Monopoly                   | Pennsylvania Railroad — $ 200 | Pennsylvania Railroad — $ 200 | Pennsylvania Railroad — $ 200 |
| Pennsylvania Avenue — $ 320        | Pennsylvania Avenue — $ 320        |                                    | Monopoly                    | Monopoly            | Monopoly                | Monopoly                       | Monopoly                 | Monopoly                | Monopoly | Monopoly               | Monopoly                   |                               | St. James Place — $ 180       | St. James Place — $ 180       |
| COMMUNITY CHEST                    | COMMUNITY CHEST                    | COMMUNITY CHEST                    | Monopoly                    | Monopoly            | Monopoly                | Monopoly                       | Monopoly                 | Monopoly                | Monopoly | Monopoly               | Monopoly                   | COMMUNITY CHEST               | COMMUNITY CHEST               | COMMUNITY CHEST               |
| North Carolina Avenue — $ 300      | North Carolina Avenue — $ 300      |                                    | Monopoly                    | Monopoly            | Monopoly                | Monopoly                       | Monopoly                 | Monopoly                | Monopoly | Monopoly               | Monopoly                   |                               | Tennessee Avenue — $ 180      | Tennessee Avenue — $ 180      |
| Pacific Avenue — $ 300             | Pacific Avenue — $ 300             |                                    | Monopoly                    | Monopoly            | Monopoly                | Monopoly                       | Monopoly                 | Monopoly                | Monopoly | Monopoly               | Monopoly                   |                               | New York Avenue — $ 200       | New York Avenue — $ 200       |
|                                    | GO TO JAIL                         |                                    |                             | WATER WORKS — $ 150 |                         |                                | B. & O. Railroad — $ 200 |                         |          | CHANCE                 |                            |                               | FREE PARKING                  |                               |
| Marvin Gardens — $ 280             | GO TO JAIL                         | Ventnor Avenue — $ 260             | Atlantic Avenue — $ 260     | WATER WORKS — $ 150 | Illinois Avenue — $ 240 | Indiana Avenue — $ 220         | B. & O. Railroad — $ 200 | Kentucky Avenue — $ 220 |          | CHANCE                 |                            |                               | FREE PARKING                  |                               |

### Valeur des monnaies
Les différents prix des terrains, taxes, etc. se déduisent d’un pays à l’autre par une simple conversion monétaire.
La version originale était en dollars américains et les versions étrangères en découlent :
- 1 franc français vaut 0,01 $
- 1 franc suisse vaut 0,5 $
- 1 € vaut 1 $
- 1 £ vaut 2 $
- Le dollar canadien est à parité avec le dollar américain.
- 1 mono (monnaie fictive utilisée dans la plupart des éditions actuelles du Monopoly et dans le Monopoly monde) vaut 1 €, 1 $ et 1 £

Néanmoins, dans la version américaine, avant 2008, la taxe de luxe valait 75 $, maintenant comme dans les autres pays, elle vaut 100 mono (avant 100 £ pour la version britannique , 20.000 € pour la version européenne).
Toutes les versions nationales d’Europe (excepté l'italienne) utilisent la monnaie fictive mono, avec les mêmes montants que la version en euro.

### Variantes
Il existe de nombreuses règles « maison » qui ne figurent pas sur la notice du jeu original, mais qui ont fini par faire partie de la culture populaire : 
- toucher une double paie si on tombe sur la case départ (présent dans l'édition voyage) ;
- toutes les amendes financent un pot, placé au milieu du plateau, qui revient au joueur qui s'arrête sur la case Parking gratuit (présent dans l'édition junior) ;
- devoir faire un tour complet de plateau avant de pouvoir acheter des terrains ;
- construction illimitée d'hôtels sur un terrain, en extrapolant les prix au-delà de la limite prévue d'un hôtel ;
- ajouter des pions de maisons ou d'hôtels afin de continuer de construire au-delà des 32 maisons et 12 hôtels disponibles (ce nombre limité n'est pas un manque de matériel dans la boîte du jeu mais une règle à part entière, qui permet la « stratégie de la pénurie de maisons »[27]) ;
- n'autoriser un joueur à construire que lorsque c'est son tour ;
- différer le paiement d'amendes ou de loyers (dans les règles normales, le joueur qui ne peut pas payer sa dette sur-le-champ aura perdu la partie) ;
- emprunter de l'argent à la banque ou aux joueurs ;
- négocier des immunités de paiement de loyer ;
- interdire à un joueur emprisonné d'encaisser ses loyers ;
- les terrains ne sont pas mis aux enchères ;
- avoir des maisons gratuitement seulement en passant dessus lors de son tour (Monopoly électronique) ;
- la partie se termine que lorsqu'un seul joueur a fait faillite, celui qui a le plus d'argent gagne (Monopoly électronique).

Hasbro, après une consultation sur Facebook en 2014, décida d'inclure cinq règles « maisons » dans la notice officielle : le pactole du parking gratuit, le tour avant d'acheter, les gains doublés sur la case départ, double-1 gagnant et le non-paiement de loyer si le joueur est en prison.
Les variantes sont déconseillées car elles allongent la durée de la partie, rappelant que le but premier du Monopoly est de ruiner ses adversaires, tandis que les variantes accroissent la richesse des joueurs,.

## Compétitions
Aux États-Unis, il existe un tournoi annuel pour les adeptes de ce jeu. Les parties sont animées et souvent frappées au sceau de l’appât du gain. Un championnat du monde est organisé depuis 1973. Il existe également un championnat de France de Monopoly, dont le vainqueur gagne le droit de participer au championnat du monde.

### Palmarès du championnat du monde
| Année | Lieu          | Vainqueur               |
| ----- | ------------- | ----------------------- |
| 1973  | Liberty       | Lee Bayrd               |
| 1974  | New York      | Alvin Aldridge          |
| 1975  | Washington    | John Mair               |
| 1977  | Monte Carlo   | Cheng Seng Kwa          |
| 1980  | Bermudes      | Cesare Bernabei         |
| 1983  | Palm Beach    | Greg Jacobs             |
| 1985  | Atlantic City | Jason Bunn              |
| 1988  | Londres       | Ikuo Hyakuta            |
| 1992  | Berlin        | Joost van Orten         |
| 1996  | Monte Carlo   | Christopher Woo         |
| 2000  | Toronto       | Yutaka Okada            |
| 2004  | Tokyo         | Antonio Zafra Fernandez |
| 2009  | Las Vegas     | Bjørn Halvard Knappskog |
| 2015  | Macao         | Nicolò Falcone          |

## Analyse stratégique
Trois paramètres décident essentiellement de l'attractivité d'une case : la probabilité d'y arriver, le coût d'investissement et le montant du loyer qu'elle rapporte suivant le nombre de constructions qui y sont présentes.

### Probabilité d'atteindre une case donnée
Or même après un grand nombre de tours, les différentes cases ne sont pas équiprobables ; en effet un joueur peut arriver en prison depuis n'importe quelle case du plateau et certaines cartes Chance ou Caisse commune provoquent des déplacements forcés,,. En conséquence les cases les plus fréquentées sont (dans l'édition classique) les cases orange et rouges ; la plus visitée de toutes étant l'avenue Illinois (version française : Henri Martin), atteinte avec une fréquence de 3,173 % des coups en fin de partie. À titre de comparaison, la Place du Parc (version française : avenue des Champs-Élysées) est atteinte avec une fréquence de 2,143 %.

### Rentabilité d'une case
Lorsqu'un joueur est propriétaire d'une case, les autres joueurs doivent lui payer un loyer lorsqu'ils arrivent dessus. Le montant du loyer dépend de la case, mais aussi du nombre de constructions dessus (si le propriétaire possède toutes les cases de la même couleur). On peut définir la rentabilité d'une case comme étant le rapport entre l'investissement consenti par le propriétaire (achat du terrain et des constructions éventuelles) et le loyer qu'il peut ainsi percevoir. Cette rentabilité n'est pas nécessairement optimale lorsque le nombre de constructions est maximal. En fait la rentabilité d'une case est significativement améliorée par la construction d'hôtels seulement pour les quartiers bleu clair, orange et violet. De plus à montant d'investissement égal, certains quartiers rapportent plus que d'autres : investir 107 000 F sur les terrains bleu clair rapporte en moyenne 57 500 F chaque fois qu'un adversaire tombe dans une rue du quartier ; investir la même somme sur le quartier bleu foncé n'en rapportera que 20 000. Selon l'argent dont on dispose, il faut donc choisir prudemment sur quelle case investir.

### Rendement moyen d'une case
En connaissant la fréquence d'atteinte d'une case et sa rentabilité on obtient en les multipliant le rendement de la case. Le calcul permet alors de conclure que le quartier ayant le plus haut rendement est le quartier orange, devant le quartier jaune.

## Diffusion

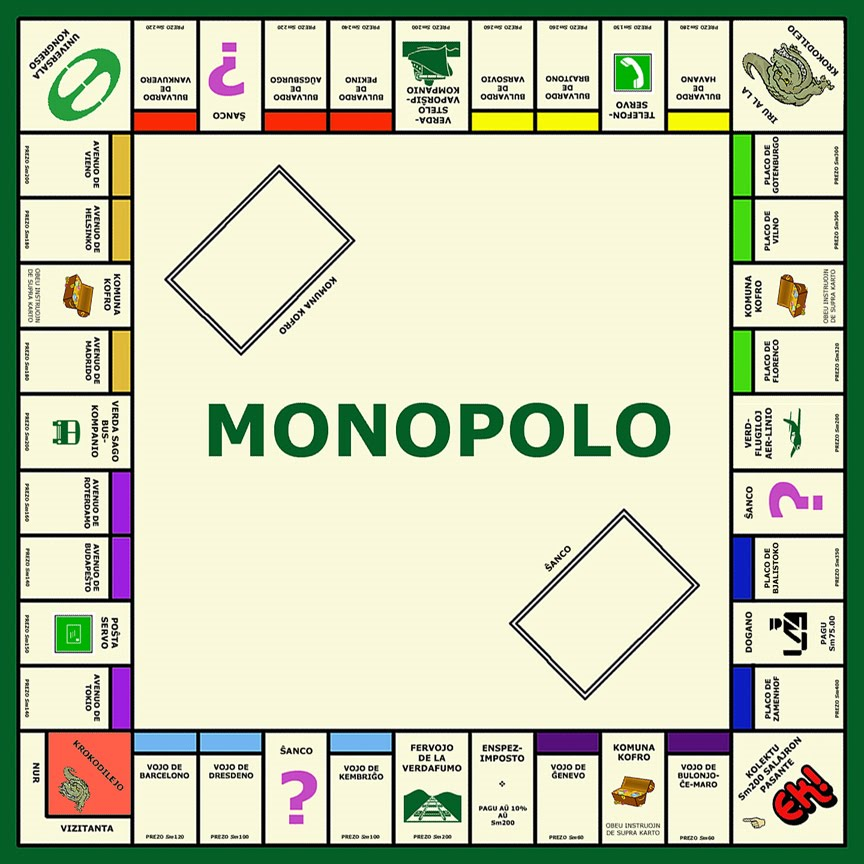
Plateau de jeu en espéranto.

### Versions nationales
En 2011, le jeu était édité en 43 langues[réf. nécessaire].
Des éditions nationales (allemandes, anglaises, belges, françaises, suisses, etc.) reprenant le nom des rues de la capitale du pays où ils sont commercialisées, le dollar est remplacé par les monnaies nationales.
Dans la version en espéranto, les rues portent le nom de différentes villes du monde, la case Parc pour autos correspond au congrès mondial d'espéranto et la case prison devient le repaire des crocodiles.

#### France
Le Monopoly modèle 1936 semble avoir été traduit et adapté en français en 1946. L'édition Miro company - Paris porte la mention  Édition française, fabriqué en France et « breveté SGDG ».

### Diffusion commerciale
Il existe également plusieurs déclinaisons du produit : Monopoly Junior, CD-ROM, etc. Des éditions spéciales sont régulièrement éditées : Coca-Cola (É.-U.), National Parks (É.-U.), Las Vegas (É.-U.), Star Wars, Lord of the Ring (É.-U.), Pokémon, Garfield (É.-U.), Coupe du Monde, Nascar (É.-U.), Kiss (É.-U.), etc.

### Éditions spéciales

#### Éditions consacrées aux villes belges
- Monopoly Anvers
- Monopoly Arlon
- Monopoly Bruxelles
- Monopoly Charleroi
- Monopoly Dinant
- Monopoly Liège
- Monopoly Namur
- Monopoly Ath

#### Éditions consacrées aux régions ou aux villes françaises
De nombreuses éditions sont consacrées à des régions ou à des villes :
- Monopoly Aix-en-Provence
- Monopoly Angers
- Monopoly Alès (depuis octobre 2010)
- Monopoly Amiens
- Monopoly Alsace
- Monopoly Ariège
- Monopoly Auvergne (version 1, version 2)
- Monopoly Aveyron (Aveyron, Milau Aveyron-côté sud)
- Monopoly Avignon
- Monopoly Bassin d'Arcachon (version 1, version 2)
- Monopoly Beaujolais
- Monopoly Beauvais
- Monopoly Besançon
- Monopoly Béziers
- Monopoly Bordeaux (version 1, version 2)
- Monopoly Bourges
- Monopoly Bourg-en-Bresse
- Monopoly Brest
- Monopoly Bretagne  (version 1, version 2 (petite et grande boite))
- Monopoly Caen
- Monopoly Camargue
- Monopoly Cannes
- Monopoly Cantal
- Monopoly Carcassonne
- Monopoly Creuse
- Monopoly Chamonix
- Monopoly Charente
- Monopoly Clermont-Ferrand (version 1, version 2)
- Monopoly Colmar
- Monopoly Compiègne
- Monopoly Corse
- Monopoly Dijon
- Monopoly Drouais
- Monopoly Dunkerque
- Monopoly France (2007[Note 4])
- Monopoly Gers
- Monopoly Gironde
- Monopoly Grenoble
- Monopoly Guadeloupe
- Monopoly Haute-Loire
- Monopoly Haute-Savoie (version 1, version 2)
- Monopoly Hérault
- Monopoly Isère
- Monopoly Jura
- Monopoly La Garenne-Colombes
- Monopoly La Rochelle
- Monopoly Le Havre
- Monopoly Le Mans
- Monopoly Lille (version 1, version 2 grande boite)
- Monopoly Limoges
- Monopoly Limousin
- Monopoly Lorraine
- Monopoly Lozère
- Monopoly Lyon (version 1, version 2 (petite et grande boite))
- Monopoly Marseille
- Monopoly Martinique
- Monopoly Metz
- Monopoly Montcuq
- Monopoly Montpellier (version 1, version 2)
- Monopoly Morbihan
- Monopoly Mulhouse
- Monopoly Nancy
- Monopoly Nantes (version 1, version 2 (petite et grande boite))
- Monopoly Nice (version 1, version 2 (petite et grande boite))
- Monopoly Nîmes
- Monopoly Nord
- Monopoly Normandie (Haute Normandie, Basse Normandie)
- Monopoly Orléans
- Monopoly Pau
- Monopoly Pas-de-Calais
- Monopoly Pays basque
- Monopoly Périgord
- Monopoly Perpignan
- Monopoly Provence
- Monopoly Picardie
- Monopoly Poitou
- Monopoly Puteaux
- Monopoly Quimper
- Monopoly Reims
- Monopoly Rennes
- Monopoly Rouen
- Monopoly Saint-Étienne (version 1, version 2)
- Monopoly Seine-Saint-Denis
- Monopoly Strasbourg
- Monopoly Tarn
- Monopoly Tarn-et-Garonne
- Monopoly Toulon
- Monopoly Toulouse (version 1, version 2 (petite et grande boite))
- Monopoly Touraine
- Monopoly Tours
- Monopoly Troyes
- Monopoly Valenciennes
- Monopoly Vendée (version 1, version 2)
- Monopoly Versailles

#### Éditions consacrées aux cantons et aux villes suisses
- Monopoly Basel (Bâle)
- Monopoly Bern (Berne)
- Monopoly Genève
- Monopoly Graubünden (Grisons)
- Monopoly Kanton Sankt Gallen (Saint-Gall)
- Monopoly Lausanne
- Monopoly Luzern (Lucerne)
- Monopoly Neuchâtel[36]
- Monopoly Olten
- Monopoly Zürich
- Monopoly Valais (2019)
- Monopoly Fribourg (2019)

#### Édition consacrée au Maroc
- Monopoly Maroc Édition, comprend les artères de grandes villes du Maroc[37].

#### Éditions consacrées au sport

##### Édition RSC Anderlecht
L'édition RSCA a été créée en 2009 aux couleurs du Royal SC Anderlecht, club de la commune bruxelloise belge du même nom.
Les joueurs du club remplacent les terrains, les 4 tribunes du stade Constant Van den Stock remplacent les gares, les matches à domicile/extérieur remplacent les cartes Chance/Caisse de communauté, le fanshop et le Ketje (nl) — la mascotte du club bruxellois — remplacent les cases gaz/électricité et les cartons jaune/rouge remplacent les taxes.
Les joueurs les plus chers sont Mbark Boussoufa et Olivier Deschacht, le capitaine de l'équipe.
D'autres joueurs de valeurs sont Matias Suarez, Tom De Sutter, Romelu Lukaku, Marcin Wasilewski et Jan Polak.
Cette version éditée à la fin de 2009 a été tirée à 2 000 exemplaires.
La couleur mauve, qui est celle du club, est omniprésente sur ce plateau de Monopoly.

##### Autres éditions
D'autres éditions sont consacrées au sport :
- Monopoly Canadiens de Montréal ;
- Monopoly Ligue nationale de hockey (LNH) ;
- Monopoly Équipe de France de Football.

- Éditions spéciales :
  - Monopoly Zoo de Beauval (Loir-et-Cher)
  - Monopoly Transport public à Bruxelles, en vente au Musée du transport urbain bruxellois.

Éditions clubs éditées par Winning Moves
- Monopoly Foot Arsenal
- Monopoly Foot ASSE
- Monopoly Foot Aston Villa
- Monopoly Foot Bayern Munich
- Monopoly Foot Chelsea
- Monopoly Foot LOSC
- Monopoly Foot Manchester United
- Monopoly Foot Olympique lyonnais
- Monopoly Foot Paris Saint-Germain

#### Édition consacrée au secteur agricole
Une première version consacrée à l'agriculture est sortie en novembre 2012. Elle est distribuée par le service d'édition du Groupe France Agricole. Le Groupe France Agricole est, entre autres, éditeur du magazine La France agricole.

#### Éditions consacrées à des produits culturels
Certaines éditions sont consacrées à des films, des jeux vidéo ou à des personnages pour enfants :
- Monopoly AC/DC
- Monopoly Adventure Time
- Monopoly Assassin's Creed
- Monopoly Astérix
- Monopoly Avengers [38]
- Monopoly Beatles
- Monopoly Big Bang Theory[39]
- Monopoly Bob l'éponge[40]
- Monopoly Cars
- Monopoly CityVille
- Monopoly Disney-Pixar
- Monopoly Doctor Who
- Monopoly Dragon Ball Z
- Monopoly Fallout
- Monopoly Fortnite Battle Royale
- Monopoly Game of Thrones
- Monopoly Gamer Mario Kart[41]
- Monopoly Garfield
- Monopoly Gauff
- Monopoly Hulk
- Monopoly Halo
- Monopoly Hello Kitty
- Monopoly Le Hobbit
- Monopoly Le Seigneur des anneaux, édition trilogie
- Monopoly Les Simpson
- Monopoly Mario
- Monopoly Metallica
- Monopoly Moi, moche et méchant 2
- Monopoly My Little Pony La Magie de l'amitié
- Monopoly The Nightmare Before Christmas
- Monopoly Naruto
- Monopoly Nintendo Collector's Edition
- Monopoly One Piece
- Monopoly Pet shop
- Monopoly Pokémon
- Monopoly Queen
- Monopoly Retour vers le futur[42]
- Monopoly Rick et Morty
- Monopoly Skyrim
- Monopoly Star Wars, épisode I : La Menace fantôme
- Monopoly Star Wars, épisode II : L'Attaque des clones
- Monopoly Star Wars Saga
- Monopoly Street Fighter
- Monopoly Supernatural
- Monopoly The Legend of Zelda
- Monopoly Transformers
- Monopoly World of Tanks
- Monopoly World of Warcraft
- Monopoly The Walking Dead
- Monopoly Yu-Gi-Oh!
- Monopoly The Lion King

### Plateaux de jeu

#### Édition originale de 1936
Les rues de la ville américaine d’Atlantic City sont utilisées dans la version originale du Monopoly. Les valeurs des rues ne sont pas inscrites sur le tableau de jeu.

#### Édition belge
Anciennes versions
L’édition belge du jeu est bilingue (français/néerlandais) et reprend les rues importantes des principales villes du pays. Les rues se situant en Région flamande sont écrites en néerlandais, les rues se situant en Région wallonne en français et les rues de Bruxelles dans les deux langues. Les cases des gares, se trouvant toutes à Bruxelles, sont aussi bilingues. Une des gares est remplacée par les tramways vicinaux.
Nouvelle version

#### Édition canadienne en français
Les noms des rues et autres propriétés sont des traductions de ceux de l’édition américaine. Le jeu est distribué par Hasbro Canada.

#### Édition euro
Les rues sont remplacées par des villes appartenant à l’Union européenne, plus la Suisse. Les gares sont remplacées par des aéroports et la compagnie d'électricité et celle des eaux respectivement par le Parlement européen et la Cour de justice de l'Union européenne. La monnaie est l’euro.

#### Édition française (version en francs français)
Note : les prix ont été établis à partir de la version américaine par une simple multiplication à un taux largement arrondi à l’époque (1 $ = 100 FRF) pour des raisons pratiques, afin d’obtenir des montants faciles à jouer. Cependant, comme dans la plupart des autres éditions nationales du Monopoly (sauf l’édition britannique), la taxe de luxe a été augmentée d’un tiers (les 75 $ sont convertis en 10 000 FRF).

#### Édition suisse
L’édition suisse est une version bilingue en allemand et en français. Les règles, les noms des cases, ainsi que les cartes sont libellés dans les deux langues.
La case « Caisse de Communauté » est remplacée par la case Kanzlei-Chancellerie. Les terrains représentent une rue des principales villes suisses, avec, à chaque fois, les deux traductions. La monnaie est le franc suisse.

### Jeux dérivés

#### De la gamme Monopoly
- Monopoly Deal
- Monopoly Milennials
- Monopoly Mauvais Perdants
- Monopoly City (en) ;
- Monopoly DVD ;
- Monopoly Et si Monopoly était inventé aujourd'hui? ;
- Monopoly Métro de Londres ;
- Monopoly Monde ;
- Monopoly Europe ;
- Monopoly Night Sky ;
- Monopoly Trader ;
- Monopoly à la Fête Foraine ;
- Monopoly Junior (en);
- Monopoly Live,
- Monopoly Millionaire,
- Monopoly électronique
- Une version a été spécialement produite pour des astronautes.
- Une version a été spécialement produite pour des espérantophones.
- Une version a été spécialement produite pour des scaphandriers.
- Deux versions ont été spécialement produites pour Nintendo Wii.
- De nombreuses versions ont été produites pour téléphones portables (Java) et systèmes d'exploitation mobiles (Windows Phone, iPhone, etc.)
- Deux versions ont été spécialement produites pour Nintendo DS.
- Le plateau de Monopoly le plus cher fut créé par le joaillier américain Sidney Mobell (en). Sa valeur est de 2 000 000 $. Il est composé d’or 23 carats, de rubis et de saphirs surmontant les cheminées des maisons et des hôtels, eux-mêmes en or pur. Les dés furent réalisés à partir de 42 diamants figurant les points[43].

#### Hors de la gamme Monopoly
Dans l’Anti-Monopoly, les joueurs partent d'un marché soumis au monopole. Dans la première version du jeu, les joueurs doivent renverser ce système pour instaurer un marché libre. Dans la deuxième, chacun des joueurs choisit d'être un « monopoliste » (qui défend son monopole) ou un « libre concurrent » (qui les combat).
Deuda Eterna est un jeu cubain inspiré du Monopoly où les joueurs incarnent des gouvernements de pays du tiers monde et doivent renverser le Fonds monétaire international.

## Adaptations en jeu vidéo
Le jeu de société Monopoly a connu de nombreuses adaptations en jeu vidéo, dont :
- Monopoly Go! (2023) : adaptation pour mobile développée par Scopely[46].

## Dans les arts et la culture populaire

### Filmographie

#### Cinéma
Une comédie de Ridley Scott sur et autour du jeu aurait dû voir le jour en 2014. Après que cette information a été relayée et fait la une des journaux, le film n'est toujours pas sorti et ne semble plus d'actualité.
En juillet 2015, Lionsgate et Hasbro signent un partenariat et annoncent collaborer sur la réalisation de la version cinématographique du jeu. Le script a été confié à Andrew Niccol. La même année un autre projet de film est annoncé par la société Big Beach Films qui a acquis les droits cinématographiques du livre « The Monopolists: Obsession, Fury and the Scandal Behind the World's Favorite Board Game ».
En 2016, le court-métrage Jeu de Société des Parasites s'inspire du Monopoly : le jeu est une allégorie de la société capitaliste.
En 2018, les projets de film sont toujours en suspens et aucun film n'est encore sorti.
En 2024, le principal antagoniste de Heretic utilise ce jeu de société pour expliquer les similitude entre les religions.

#### Télévision
Dans un épisode des aventures d’Hercule Poirot avec David Suchet (S.02-E.03), on assiste à une partie de Monopoly entre Poirot et Hasting.
Dans Le Prince de Bel-Air (saison 2, épisode 9), on assiste à une partie de Monopoly.
Dans Le Caméléon (saison 1, épisode 12), Jarod découvre le jeu et en profite pour jouer sur le nom de son antagoniste Mlle Parker (comme le nom des éditeurs) ainsi que sur les similarités avec sa mission du moment qui se déroule dans une prison.

### Littérature

#### Bande dessinée
1980 : La Foire aux immortels réalisée par Enki Bilal, dans laquelle on retrouve en 2023 les dieux égyptiens jouant au Monopoly à l'intérieur d'une pyramide restant immobile dans les airs au-dessus d'une version post-apocalyptique de la ville de Paris.

#### Roman
1978 : Perec cite le Monopoly parmi de nombreuses bribes de souvenirs dans son livre Je me souviens.

« Je me souviens qu’au Monopoly, l’avenue de Breteuil est verte, l’avenue Henri-Martin rouge, et l’avenue Mozart orange. »

— Georges Perec, Je me souviens, 18
2015 : « The Monopolists :Obsession, Fury, and the Scandal Behind the World’s Favorite Board Game » De Mary Pilon

### Musique
- Rue de la Paix est une chanson de l'album La Zizanie de Zazie sorti en 2001. Elle y critique les inégalités sociales, la pauvreté, l'exclusion ainsi que les atteintes à l'environnement. La conclusion en est le désir d'une société égalitaire. Les paroles font largement référence au jeu du Monopoly :
  - Rue de la Paix est la rue la plus cotée du Monopoly français (Paris) ;
  - La case Prison est évoquée ;
  - Les cartes Chance et Caisse de Communauté sont citées.
- Dans le clip Argent trop cher du groupe Téléphone, le Monopoly sert de décor pour illustrer la chanson.

Dans la chanson Manifeste (sur l'album Civilisation sorti en 2021), Orelsan précise : « Dans les cases bleues du Monopoly on manifeste », indiquant ainsi que l'action se déroule sur les Champs-Élysees et la Rue de la Paix.

### Iconographie
- Le portrait de John Pierpont Morgan figura longtemps sur les billets du Monopoly. Avec son visage au nez pointu, il a souvent été caricaturé de façon à rappeler un rapace.

### Expression
- En France, le Monopoly a donné naissance à l’expression populaire « Ne passez pas par la case départ, ne touchez pas 20 000 francs », ou aussi « aller en prison sans passer par la case départ », utilisée pour se moquer de quelqu’un qui subit un revers malchanceux[réf. nécessaire]. L’expression vient du texte de la carte « Allez en prison ».

- À l'inverse, une bonne fortune peut être commentée par « Erreur de la banque en votre faveur ». Un film de 2009 a d'ailleurs été nommé en vertu de cette expression.

## Documentaire
- 2024 : Monopoly, un jeu impitoyable réalisé par Steven Ives et Mareike Müller.